# 奧達巴斯足球會
奧達巴斯足球會（FC Ordabasy）是一家哈薩克足球會。球會成立於2000年，位於奇姆肯特。初時名為FC Dostyk。

## 球隊榮譽
哈薩克超級足球聯賽 (1)2023
哈薩克盃 (2)2011, 2012
哈薩克超級盃 (1)2012

## 外部連結
- 官方網站